# Johan Schenck
Johan Schenck (Schenk), död i slutet av november 1710 av pesten, var en tysk-svensk silversmed.
Han var gift  med Maria Parman. Schenck kom från Hamburg som gesäll till Stockholm 1694 där han anställdes vid Rudolf Wittkopfs verkstad. Han blev mästare vid Stockholmskrået 1697.  Han blev känd för sina figursmyckade silverfat och för Kung Karls kyrka i Sörmland tillverkade han 1700 ett rikt dekorerat silverfat. Brättet är praktfullt dekorerat med fåglar och frukter i hög reliefn och i bottenfältet visas en pastoral scen med en sovande herde, getter och får i ett av stubbar och träd präglat landskap. Samma rika utsmyckning återfinns på ett silverfat från 1698 som ingår i Kulturhistoriska museets samling där bottenfältet är dekorerat med Venus och Amor.  Från Loheskatten härrör en tekanna tillverkad 1701 och som räknas till den äldsta svenska tekannan. Den är prydd med drakhuvuden, maskaroner och ornament i senbarock. Schenck är representerad vid Nationalmuseum, Sjöhistoriska museet och Kulturhistoriska museet i Lund.